# تنگه بادونگ
تنگه بادونگ (انگلیسی: Badung Strait) یک تنگه (دریا) در ضلع جنوب شرقی [[بالی [استان)|بالی]] در اندونزی است. طول آن حدود ۶۰ کیلومتر و عرض آن ۲۰ کیلومتر است.